# Mantra (Stockhausen)
Pour les articles homonymes, voir Mantra (homonymie).
Mantra est une œuvre mixte du compositeur Karlheinz Stockhausen composée en 1969 et 1970 et créée en 1970 au festival de Donaueschingen.

## Instrumentation
La pièce est composée pour un ensemble de deux pianos, wood-block, cymbales antiques et pour un modulateur en anneau.